# Say Say Say
Say Say Say – singel Paula McCartneya i Michaela Jacksona z albumu Pipes of Peace. W odpowiedzi na gościnny udział McCartneya w przeboju The Girl Is Mine, który został umieszczony na longplayu Thriller Jackson zgodził się zaśpiewać na nowej płycie Paula. Say Say Say stało się światowym przebojem, dochodząc w USA do pierwszego miejsca, na którym przebywało 6 tygodni.
W Wielkiej Brytanii singiel doszedł do drugiego miejsca. Piosence towarzyszy teledysk ukazujący artystów oraz Lindę McCartney jako objazdową grupę "Mac&Jack", która podróżuje od miasta do miasta, oszukując widzów. Na albumie McCartneya Pipes of Peace jest jeszcze jeden duet obu panów. Piosenka nosi tytuł The Man.

## Lista utworów
7" single
1. "Say Say Say"
2. "Ode to a Koala Bear"

12" single
1. "Say Say Say" (remix by John "Jellybean" Benitez)
2. "Say Say Say" (instrumental)
3. "Ode to a Koala Bear"

## Notowania
| Lista                    | Najwyższa pozycja |
| ------------------------ | ----------------- |
| Australian Singles Chart | 4                 |
| Austrian Singles Chart   | 10                |
| Dutch Singles Chart      | 8                 |
| Finnish Singles Chart    | 1                 |
| Italian Singles Chart    | 1                 |
| Norwegian Singles Chart  | 1                 |
| Swedish Singles Chart    | 1                 |
| Swiss Singles Chart      | 2                 |
| UK Singles Chart         | 2                 |
| US Billboard Hot 100     | 1                 |
| US R&B Singles Chart     | 2                 |